# دين هندرسون
دين برادلي هندرسون ويعرف بـ دين هندرسون (بالإنجليزية: Dean Henderson)‏ (مواليد 12 مارس 1997) هو لاعب كرة قدم إنجليزي في مركز حراسة المرمى. يلعب لصالح نادي نوتينغهام فورست على سبيل الإعارة من مانشستر يونايتد.

## وصلات خارجية
- دين هندرسون على موقع الاتحاد الدولي (مؤرشف)  (الإنجليزية)
- دين هندرسون على موقع الاتحاد الأوربي (الإنجليزية)
- دين هندرسون على موقع إي إس بي إن إف سي (الإنجليزية)
- دين هندرسون على موقع قاعدة بيانات كرة القدم.إي يو (الإنجليزية)
- دين هندرسون على موقع ليكيب (الفرنسية)
- دين هندرسون على موقع ناشيونال فوتبول تيمز (الإنجليزية)
- دين هندرسون على موقع Soccerbase.com (لاعب) (الإنجليزية)
- دين هندرسون على موقع Soccerway.com (الإنجليزية)
- دين هندرسون على موقع عالم كرة القدم.نت (الإنجليزية)